# 3R9/3R10

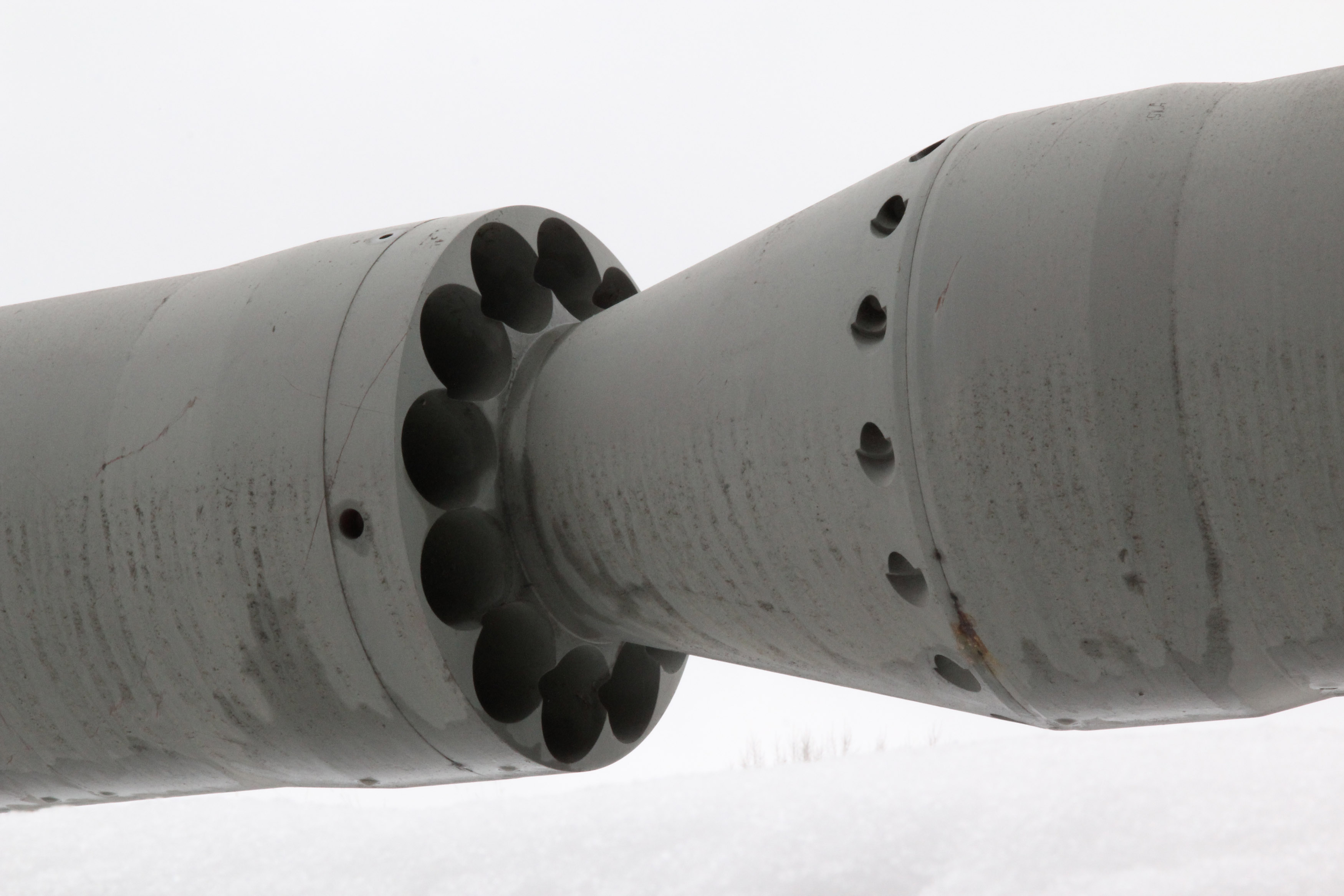
Szczegóły silnika rakiet 3R9 i 3R10. Dysze pierwszej komory spalania oraz dysze obrotów rakiety

Rakiety 3R9 i 3R10 – radzieckie taktyczne pociski balistyczne napędzane paliwem stałym, służące do przenoszenia głowic z ładunkiem konwencjonalnym lub jądrowym, przeznaczone do niszczenia siły żywej, środków ogniowych, stanowisk dowodzenia, zgrupowań sprzętu technicznego, używane od lat 60. XX wieku z samobieżnych wyrzutni.

## Opis konstrukcji
Rakiety typu 3R9 i 3R10 (oznaczenia nadane przez GRAU) były przeznaczone do startu z samobieżnej gąsienicowej wyrzutni 2P16, która wchodziła  w skład zestawu 2K6 Łuna. Napęd stanowił silnik rakietowy na paliwo stałe. Składał się on z dwóch komór ułożonych jedna za drugą. W każdej z komór znajdowały się trzy ładunki prochowe w kształcie elipsy z kanałem ogniowym w środku. Pomiędzy komorami był umieszczony dodatkowy ładunek prochowy z dyszami wylotowymi ułożonymi w poprzek osi rakiety, który powodował nadanie prędkości obrotowej w pierwszej fazie lotu. Dysze wylotowe pierwszej komory spalania były lekko odchylone na zewnątrz aby uniknąć uszkodzenia następnych komór przez wylatujące gazy prochowe. Zapłon powodowały dwa elektryczne zapłonniki umieszczone w pierwszej komorze. Ogień przenoszący się kanałami wewnątrz rakiety powodował jednoczesny zapłon środkowego i tylnego ładunku prochowego. Rakieta była stabilizowana w locie czterema brzechwami, które nadawały jej ruch obrotowy.
Ze względu na specyficzną budowę, niektóre źródła podają błędnie, że była to rakieta dwustopniowa. Do ćwiczeń obsługi wykorzystywano rakiety szkolne pozbawione ładunków prochowych i wybuchowych. Są one często eksponowane w muzeach razem z wyrzutniami 2P16. Rakiety 3R9 i 3R10 posiadały ten sam silnik. Różniły się głowicami, które można było zamieniać w zależności od potrzeb.

### Dane techniczne silnika
- Średnica 415 mm
- Rozpiętość brzechw 1000 mm

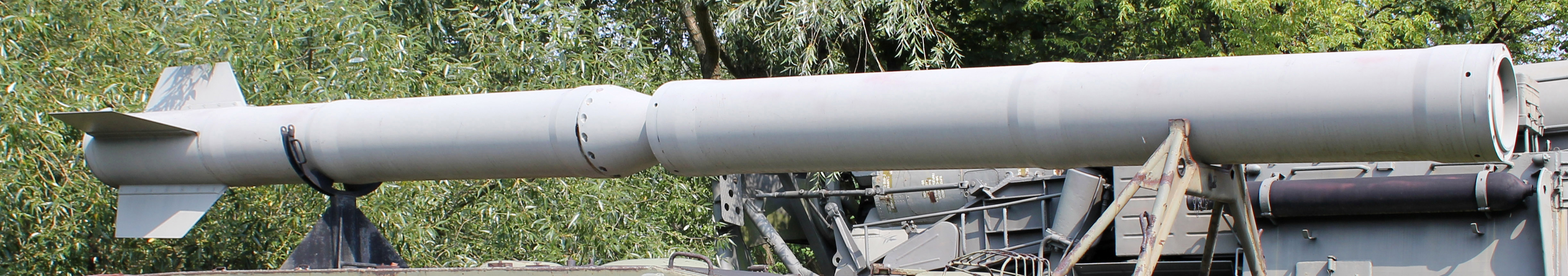
Silnik rakiet 3R9 i 3R10

- Prędkość maksymalna – 767 m/s (3R10)
- Aktywna część toru lotu 2000 m (3R10)
- Czas pracy silnika 4,3 s
- Waga ładunku prochowego 840 kg

## 3R9
W rakiecie 3R9 zastosowano głowicę bojową odłamkowo-burzacą 3N15. Jako materiał wybuchowy użyty został heksogen. Głowica posiadała dwa zapalniki uderzeniowe, które uzbrajały się w czasie lotu rakiety. Pierwszy zapalnik umieszczony w przedniej części głowicy uzbrajał się pod wpływem ciśnienia powietrza na membranę i ruchu obrotowego głowicy. Miał trzy nastawy. Mógł eksplodować natychmiast, przy bezpośrednim zetknięciu się z celem, lub z krótką albo długą zwłoką. Drugi zapalnik był umieszczony w dnie głowicy, uzbrajał się na skutek przyspieszenia i ruchu obrotowego głowicy. Posiadał zwłokę, która była dłuższa od najdłuższej zwłoki zapalnika w przedniej części głowicy. W kodzie NATO rakieta wraz z wyrzutnią 2P16 otrzymała oznaczenie FROG-3.

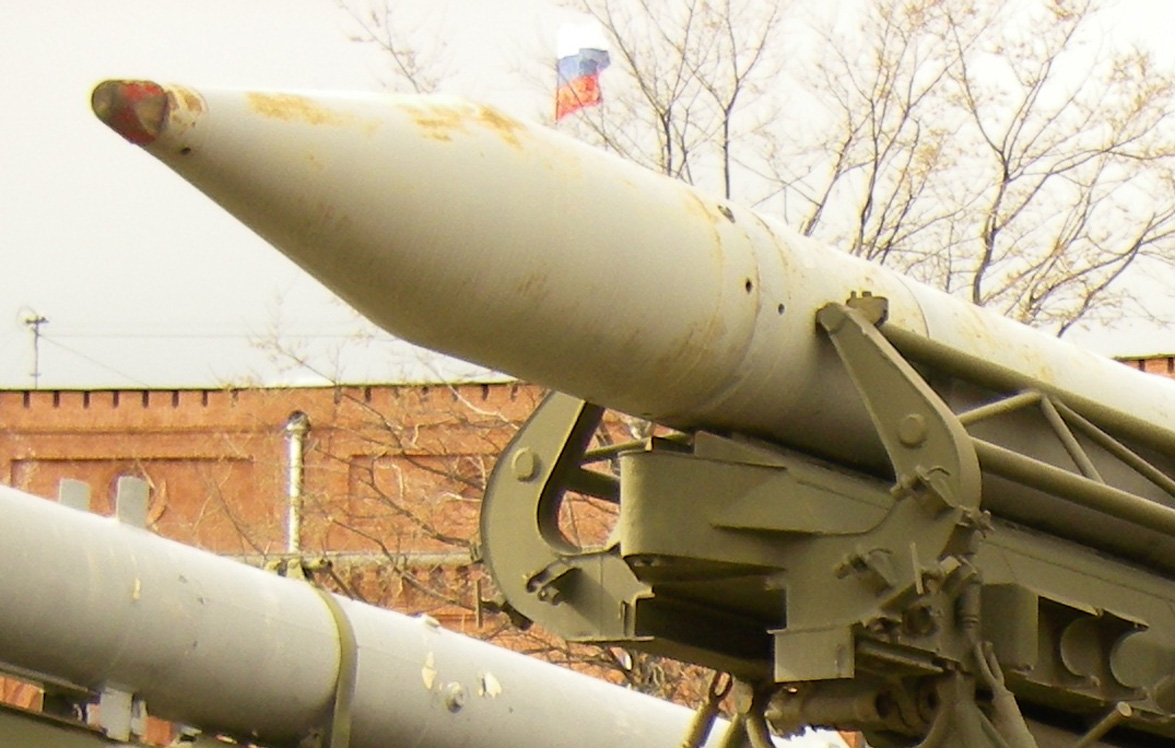
Głowica 3N15

### Dane techniczne pocisku 3R9
- Donośność rakiety od 12 (min.) do 44,6 km (maks.)[1].
- Długość – 9 100 mm
- Masa startowa – 2 175 kg
- Masa głowicy – 3N15 358 kg
- Średnica głowicy – 410 mm

## 3R10
Rakieta 3R10 była wersją rozwojową rakiet systemu 2K1 Mars. W założeniach konstrukcyjnych głowica atomowa zastosowana w tej rakiecie miała posiadać średnicę taką samą, jak silnik. Okazało się to niemożliwe do wykonania. Z tego powodu skonstruowano nadkalibrową głowicę jądrową 3N14. Ze względu na ciężar i zmienioną aerodynamikę głowicy, rakieta 3R10 miała gorsze osiągi w stosunku do rakiety 3R9. Głowica 3N14 miała moc 10 kT. Zapalnik głowicy powodował naziemny lub powietrzny wybuch jądrowy. Rodzaj wybuchu i jego wysokość ustawiało się pokrętłami umieszczonymi w obudowie głowicy. Głowica była wrażliwa na niskie temperatury, w związku z tym była zabezpieczana aż do startu pokrowcem z podgrzewaniem elektrycznym, który zapewniał jej optymalną temperaturę.
W kodzie NATO rakieta wraz z wyrzutnią 2P16 otrzymała oznaczenie FROG-5.

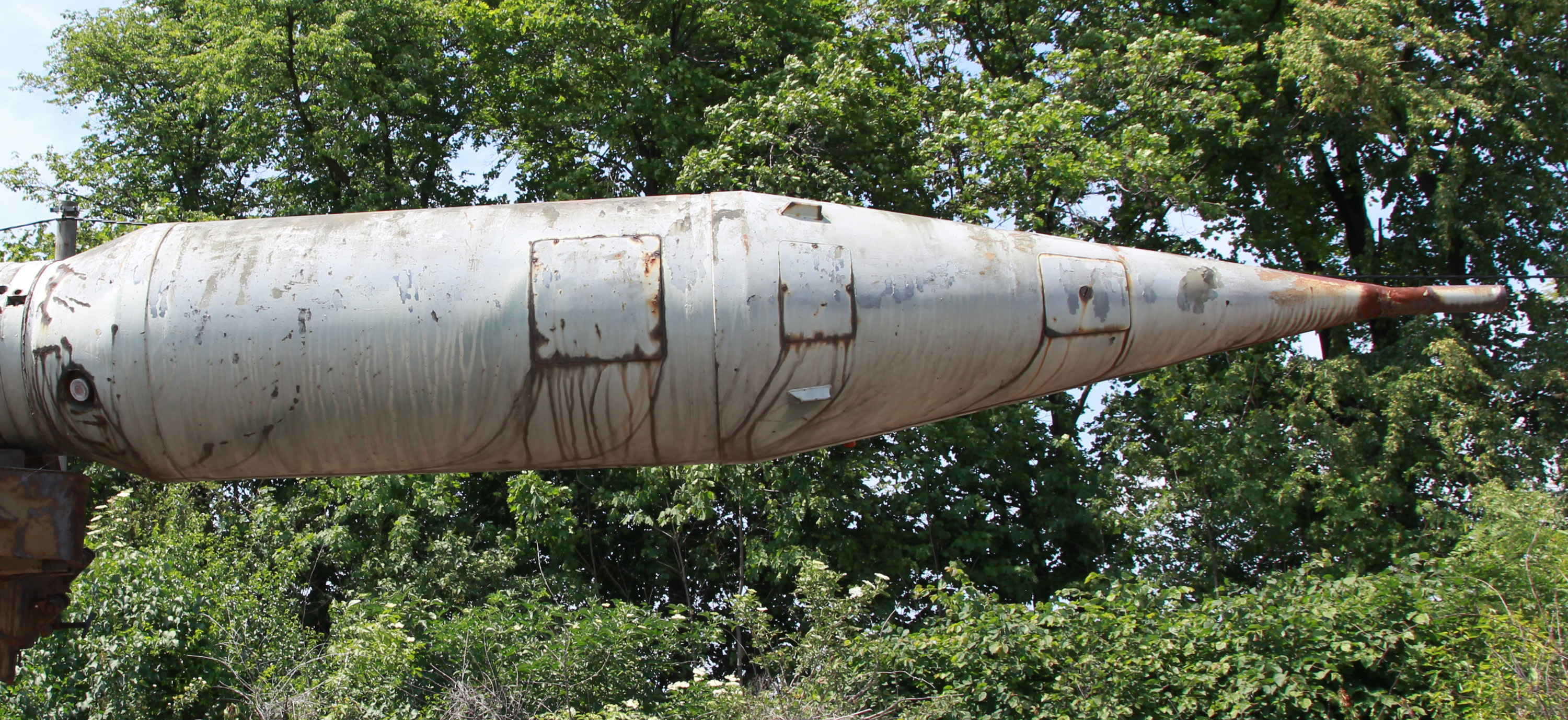
Głowica 3N14

### Dane techniczne pocisku 3R10
- Donośność rakiety od 10 do 32,2 km
- Długość – 10 600 mm
- Masa startowa – 2 287 kg
- Masa głowicy – 503 kg
- Średnica głowicy – 540 mm